# Котлас (городской округ)
Ко́тлас — административно-территориальная единица (город областного значения) и муниципальное образование со статусом городского округа (МО «Ко́тлас») в Архангельской области Российской Федерации.

## География
Котлас и подчиненные его администрации населённые пункты приравнены к районам Крайнего Севера.
Расстояние от Котласа до посёлка Вычегодский — 16 км, до Слуды — 16,3 км, до Свининской — 17 км.

## История
В 2003 году был принят федеральный закон № 131 «Об общих принципах организации местного самоуправления в РФ». Согласно этому закону появилась возможность выделения посёлка Вычегодский, подчинённого администрации Котласа, в самостоятельное муниципальное образование с собственным бюджетом.
Эта инициатива стала причиной бурных споров. Проблема широко обсуждалась в прессе, проводились встречи жителей и администрации. Противники отделения Вычегодского от Котласа настаивали на образовании городского округа Котлас, в который Вычегодский войдёт на правах микрорайона, администрация в качестве компромисса предложила создать дополнительное муниципальное образование — муниципальный район, в который войдут 2 независимых городских поселения.
На заседании общественной коллегии при главе Котласа были озвучены недостатки предложенной новой структуры:
- несоответствие федеральному закону № 131-ФЗ: число депутатов от каждого поселения не должно превышать 2/5 от общего числа, чего невозможно добиться при наличии всего 2 поселений в составе района; различный «вес» голосов избирателей из Котласа и Вычегодского (население Котласа более чем в 3 раза превышает население Вычегодского),
- увеличение управленческого аппарата за счёт возникновения нового уровня власти,
- зависимость бюджета Вычегодского от единственного источника доходов — отделения Северной железной дороги[12],
- отсутствие в Вычегодском необходимых объектов инфраструктуры[13].

Несмотря на нестихающие споры 23 сентября 2004 года был издан закон Архангельской области № 258-внеоч.-ОЗ, согласно которому был образован муниципальный район «Котлас», состоящий из 2 городских поселений:
- Котласское (город Котлас)
- Вычегодское (пгт Вычегодский, деревни Свининская, Слуда)[14].

После принятия закона предпринимались попытки проведения референдума, который бы позволил изменить структуру муниципальных образований, но они не увенчались успехом.
Новый виток споров развернулся после внесения изменений в федеральный закон № 131 в декабре 2004 года. Согласно новой редакции стало возможным включение посёлка городского типа в состав городского округа без потери им статуса населённого пункта. 28 января и 1 февраля 2005 года прошли заседания общественного совета посёлка Вычегодский, в результате было принято решение «считать возможным вхождение пос. Вычегодский в состав Котласского городского округа с условием внесения в Устав городского округа обязательности сохранения статуса посёлка, его границ, названия, распорядительного исполнительного органа с правом юридического лица, самостоятельными полномочиями для решения вопросов местного значения со своей внутренней структурой, а также с формированием сметы посёлка на основе расчёта бюджетной обеспеченности на одного жителя Вычегодского, равной с жителем города Котласа». Одновременно прошло заседание консультационного совета при главе МО «Котлас», на котором было признано целесообразным создание городского округа.
3 марта 2005 года в закон № 258 были внесены изменения, согласно которым муниципальное образование «Котлас» получило статус городского округа, состоящего из 4 населённых пунктов

## Население
| 2002    | 2008    | 2009    | 2010    | 2011    | 2012    | 2013    | 2014    | 2015    |
| ------- | ------- | ------- | ------- | ------- | ------- | ------- | ------- | ------- |
| 74 194  | ↘72 442 | ↘72 284 | ↗73 517 | ↘73 443 | ↘73 319 | ↘73 285 | ↗73 416 | ↗73 937 |
| 2016    | 2017    | 2018    | 2019    | 2020    | 2021    | 2023    | 2025    |         |
| ↗74 458 | ↗74 688 | ↘74 378 | ↘74 274 | ↗74 379 | ↘67 010 | ↗67 023 | ↘66 375 |         |

За январь—февраль 2018 года в муниципальном образовании «Котлас» родилось 146 человек, умерло 160 человек. Естественная убыль составила 14 человек.

### Национальный состав
По итогам переписи населения 2020 года проживали следующие национальности (национальности менее 0,1 % и другое, см. в сноске к строке «Другие»):
| Национальность | Численность, чел. | Доля     |
| -------------- | ----------------- | -------- |
| Русские        | 62 777            | 93,68 %  |
| Украинцы       | 192               | 0,29 %   |
| Цыгане         | 157               | 0,23 %   |
| Азербайджанцы  | 120               | 0,18 %   |
| Белорусы       | 84                | 0,13 %   |
| Другие         | 3680              | 5,49 %   |
| Итого          | 67 010            | 100,00 % |

## Состав городского округа
В состав городского округа входят:
| № | Населённый пункт | Тип населённого пункта        | Население |
| - | ---------------- | ----------------------------- | --------- |
| 1 | Вычегодский      | пгт                           | ↘10 817   |
| 2 | Котлас           | город, административный центр | ↘55 614   |
| 3 | Свининская       | деревня                       | ↘1        |
| 4 | Слуда            | деревня                       | ↘93       |

## Символика
Официальные символы городского округа устанавливаются нормативными правовыми актами представительного органа — собрания депутатов ГО Котлас.
Работы по созданию и утверждению герба Котласа велись в течение 10 лет. Герб утверждён 15 февраля 2007 года. Свидетельство о регистрации герба было получено 6 июля 2007 года. Его автором стал Ю. И. Чирков. Герб является также и символом города.
В червлёном поле лазоревая, окантованная золотом трехлучевая звезда, верхний луч которой обременён золотой звездой о восьми лучах и сопровожден по сторонам двумя такими же звездами и выше них двумя золотыми елями; поверх всего – золотое окрыленное железнодорожное колесо (колесо в центре трехлучевой звезды, крылья выходят за её пределы ниже звезд, сопровождающих её верхний луч).
В Положении о гербе Котласа дано толкование герба:
Гласный герб. В переводе с зырянского языка Котлас (Кодлас) означает «вход». Это действительно ворота на Север, в Сибирь, в Чудь Заволоцкую. Это крупный промышленно-транспортный узел Европейского Севера России. Три луча звезды символизируют средоточие трёх больших рек, в пересечении которых и образовался Котлас. Три звезды означают деревни, первоначально вошедшие в городскую черту: Жернаково, Осокориха, Петрухонская. Дугообразное расположение звёзд означает крупнейшие в регионе мосты через Северную Двину — автомобильный и железнодорожный. Крылатое колесо олицетворяет железнодорожный транспорт, развитие которого дало толчок образованию города. Ёлочки — знак лесного края, а также лесопереработки. Доминирующий золотой цвет элементов герба символизирует восход, расцвет, прогресс развивающегося города.
- Лазурь — символ красоты и величия.
- Червлень — символ мужества.
- Золото — символ богатства, справедливости.

В то же время начались работы по созданию гимна города. Была создана комиссия по выбору гимна. Текст, представленный на рассмотрение, должен был содержать исторические или географические данные. В начале 2010 года были отобраны 7 вариантов текста. После этого комиссия рассмотрела все варианты музыки к ним, которые предложили котласские музыканты. 27 мая 2010 года было утверждено положение о гимне Котласа. Автором слов гимна стал Николай Завадский, а музыки — Сергей Абрамов.
Флаг городского округа утверждён 17 февраля 2011 года, в Государственный геральдический регистр Российской Федерации, как нарушающий российские геральдические нормы, он не внесён. Флаг представляет собой прямоугольное полотнище из двух горизонтальных равновеликих полос верхней — белого цвета и нижней — синего цвета с изображением в центре флага герба МО «Котлас», помещённого во французский щит. Соотношение ширины щита к высоте щита равно 7:8, отношение ширины флага к его длине 2:3. Габаритная ширина основного элемента флага — герба должна составлять 1/5 длины полотнища флага. Оборотная сторона полотнища зеркально воспроизводит лицевую сторону.

## Местное самоуправление
Главы городского округа
- Денис Дмитриевич Шевела[41]